# Prosciurillus murinus
Prosciurillus murinus е вид бозайник от семейство Катерицови (Sciuridae).

## Разпространение
Видът е разпространен в Индонезия (Сулавеси).